# بادی بلاتنر
بادی بلاتنر (انگلیسی: Buddy Blattner؛ ۸ فوریهٔ ۱۹۲۰ – ۴ سپتامبر ۲۰۰۹) یک بازیکن بیس‌بال اهل ایالات متحده آمریکا بود.
از باشگاه‌هایی که در آن بازی کرده‌است می‌توان به سنت لوئیس کاردینالز اشاره کرد.